# Sidi El Béchir
Sidi El Béchir (àrab: سيدي البشير, Sīdī al-Baxīr) és una delegació o mutamadiyya de Tunísia, a la governació de Tunis, formada pels barris del sud de la ciutat de Tunis: Sidi El Béchir, Sidi Belhassen i altres. És una zona relativament cèntrica, amb serveis, hotels i comerços i alguns tallers. La població, segons el cens del 2004, era de 30.250 habitants.

## Administració
Com a delegació o mutamadiyya, duu el codi geogràfic 11 67 (ISO 3166-2:TN-12) i està dividida en sis sectors o imades:
- Sidi El Béchir (11 67 51)
- Sidi Mansour (11 67 52)
- Mâakel Ezzaïm (11 67 53)
- Farhat Hached (11 67 54)
- Abulkacem Ech-chebbi (11 67 55)
- Saïda Manoubia (11 67 56)

Al mateix temps, constitueix una de les circumscripcions o dàïres, amb codi geogràfic 11 11 25, de la municipalitat o baladiyya de Tunis (codi geogràfic 11 11).